# Радаве
Радаве (пол. Radawie) — село в Польщі, у гміні Зембовиці Олеського повіту Опольського воєводства.
Населення — 961 особа (2011).

## Демографія
Демографічна структура станом на 31 березня 2011 року:
|          | Загалом | Допрацездатний вік | Працездатний вік | Постпрацездатний вік |
| -------- | ------- | ------------------ | ---------------- | -------------------- |
| Чоловіки | 511     | 61                 | 395              | 55                   |
| Жінки    | 450     | 72                 | 285              | 93                   |
| Разом    | 961     | 133                | 680              | 148                  |